# Pantograf (el)
En pantograf er en type strømaftager, der er monteret på taget af typisk et elektrisk tog (f.eks. lokomotiv eller togsæt) og de fleste sporvogne, som har kontakt til den overliggende køreledning.
De fleste pantografer har i dag 1 arm, som også kaldes halvpantograf, mens 2. generations S-toget havde pantografer med 2 arme. I dag findes mest halvpantografer. 
Pantografen er ret bred, for at kunne få kontakt til køreledningen, der som regel hænger i zig-zag over midten af skinnerne. Dette gør at sliddet på pantografen bliver fordelt, således at der ikke bliver slidt et dybt hak i midten af pantografens kontaktflade. 
Den skal også kunne fjedre, så den holder kontakten til køreledningen over køreenheden, uden at den river ledningen over, hvis der f.eks. er ujævnheder i sporet eller på ledningen. Tidligere var de mest rombeformet, nu er de oftest formet som kun den ene side af romben, og derfor hedder de strømaftager på disse typer.

## Billedgalleri
- Ældre pantograf
- Ældre pantograf
- Nyere type, som kaldes halvpantograf.
- Detaljer af strømaftager fra ICE3 (fransk tekst)